# Dizajn
Dizajn je primijenjena umjetnost i ova riječ je prvo bila korištena kao izraz za stvaranje arhitektonskog plana kroz iterativni proces skica i maketa. Riječ ”Dizajn“ dolazi od engleske riječi Design, a znači crtež ili skica, neka ideja izražena crtežom. Jednostavno rečeno, dizajn je umjetničko oblikovanje predmeta za upotrebu. U svakodnevnom životu dizajn je prisutan svuda oko nas, a da često nismo ni svjesni.
Danas ova riječ koristi se za mnoga polja i njezino značenje obično označava finalizirani plan rada ili krajnji ishod provođenje nekog plana.  U običnoj primjeni riječ dizajn obuhvaća sve industrijske predmete masovne proizvodnje i maloserijske proizvode, namještaj, odjeću, grafički izgled stranica magazina, izgled korisničkog zaslona na računalu.

## Razlika između likovnih umjetnosti i dizajna
U načelu se i likovne umjetnosti i dizajn kao primijenjeno umjetnička disciplina bave organizacijom likovnih elemenata (linija, boja, oblik, i sl.) na dvodimenzionalnoj plohi (grafički dizajn, web dizajn) ili u trodimenzionalnom prostoru (arhitektonski dizajn, grafički dizajn, industrijski dizajn). Stoga razlika leži prije svega u kulturalnom kontekstu u kojem se pojavljuju kao osobite kreativne djelatnosti. Slikarstvo, kiparstvo i grafika su tako umjetničke aktivnosti koje se odvijaju unutar muzejsko-galerijskog sustava u kojem je kao primarna naglašena slobodna razmjena umjetničkih dobara, između umjetnika i publike, odnosno zajednice. U tom smislu, umjetnosti se pripisuju kvalitete spontanosti, ekspresivnosti, intimnosti, tajanstvenosti i sl., svega onoga što naglašava njezinu nepragmatičnu, individualističku, u osnovi nepredvidivu prirodu.
Suprotno tome, kulturalno značenje dizajna čvrsto je određeno njegovim mjestom u protoku simboličkog ili financijskog kapitala, što znači da se dizajn u suvremenom društvu uglavnom pojavljuje u sve složenijem komunikacijskom procesu suvremenog društva (npr. grafički dizajn novina, plakata, knjiga ili web dizajn) i u tržišnoj razmjeni između proizvođača i kupca (industrijski dizajn). U tom smislu, značenje dizajna u suvremenoj kulturi određuje se njegovom funkcionalnošću, komunikativnošću, dostupnošću i precizno određenim mjestom u protoku informacija, roba i usluga. Danas je stroga granica između dizajna i umjetnosti izbrisana, jer oba smjera posjeduju svoj vlastiti jezik, svoju povijest i svoje čvrsto mjesto u kulturi suvremenog društva, pa se i njihove metode i rezultati preklapaju i nadopunjuju.

## Povijest dizajna
Predmeti su oduvijek bili na neki način ukrašavani. U vrijeme dok nije postojala industrijska proizvodnja nije postojala bitna razlika u stvaranju nekog upotrebnog predmeta i skulptura, oba su bili individualni proizvodi. Tako je utjecaj autonomne figurativne umjetnosti na stvaranje upotrebnih predmeta bio spontan i logičan.
U trenutku kad se proizvodnja mijenja i postaje  industrijska, oblikovanje proizvoda prestaje biti umjetnost. Od tada razlikujemo unikatne predmete (nastale umjetničkim obrtima) i industrijski proizvod (industrijski dizajn). Kada su se uporabni predmeti počeli industrijski masovno proizvoditi, trebalo ih je osloboditi pretjeranih ukrasa kojima se prekrivala loša izrada ili ružna forma. Pretjeranost ukrasa nije lijepa i nazivamo je kič. 
Razdoblje mnogobrojnih izuma koje još i danas traje započelo je u 18. i 19. st. Izumi su imali u prvom redu znanstvenu namjenu i po obliku su bili "bezoblični", posve tehnološkog karaktera (Npr. Bellov telefon iz 1876., usisavač iz 1907., televizijski prijamnik iz 1926.). Ponekad bi oblikom oponašali upravo one upotrebne predmete koje su efikasnošću premašili (tramvaj na paru koji imitira konja i kočiju, ili automobil u obliku kočije). Zbog spoja staroga i novoga ovi predmeti su izgledali naivno.
Krajem 19. st. u Engleskoj se javlja ideja o povezivanju umjetnika i industrijske proizvodnje kako bi se uljepšali industrijski proizvodi, a uništili imitacije i kič. Spajanje "umjetnosti i obrta" pokrenuo je u Engleskoj William Morris (Arts and Crafts) već krajem 19. st., ali su njihovi proizvodi bili individualni i bogato dekorirani, dakle nisu bili u skladu s modernim nastojanjima. Pod njegovim utjecajem 1907. u Münchenu je osnovan Njemački savez obrtnih i industrijskih proizvođača (Deutsche Werkbund). Jedna od struja u tom udruženju težila je standardizaciji (ujednačavanju) industrijskih proizvoda najbolje prilagođenih namjeni, te novim materijalima i tehnikama. 
Djelatnost Werkbunda unapređuje i razvija Walter Gropius, te osniva specijaliziranu školu za istodobno bavljenje svim vrstama oblikovanja – Bauhaus, 1919. u Weimaru, gdje su tada na vlasti bili socijalisti (Weimarska Republika). U toj školi zajedno su djelovali umjetnici i obrtnici, a cilj je bio da se stambeni prostor s namještajem i uporabnim predmetima ujedini jedinstvenim duhom, funkcionalnošću i jednostavnošću. Prema shvaćanju Bauhausa, predmetima ne treba nadodavanje ukrasa koji bi skrivali ili popravljali ružne i bezoblične dijelove, nego treba te dijelove oblikovati na lijep, umjetnički način i predmet će biti lijep sam po sebi. Pod utjecajem pojedinih pravaca moderne umjetnosti (ekspresionizma, kubizma i osobito nekih grana apstraktne umjetnosti), koji su težili pojednostavljenjem i pronalazili nove oblike, oblikovanje uporabnih predmeta dobiva novo značenje – postizanje funkcionalnosti predmeta kao kreativan čin. Ideje Bauhausa poštuju se i danas u načelima industrijskog dizajna: jedinstvo namjene (funkcije), poštovanja materijala i procesa serijske proizvodnje.

## Vrste dizajna
Danas dizajn dijelimo na grafički dizajn (naljepnice, logotipi, plakati...), industrijski dizajn (strojevi, automobili, kućni aparati...) i tekstilni dizajn (materijali i krojevi).
- Arhitektonski dizajn
- Grafički dizajn
- Industrijski ili produkt dizajn
- Tekstilni dizajn
- Web dizajn

## Parametri dizajna
Dizajn, kao nova grana ljudske djelatnosti, je veoma složen. Njegova složenost dolazi iz karakteristike da dizajn djeluje integralno, dakle duž cijelog toka društvene reprodukcije. Intervencije dizajna utječu podjednako na proizvodnju, na distribuciju i na potrošnju.
Parametri dizajna su oni društveni, ljudski, tehničko-tehnološki i organizacioni činitelji koji uvjetuju nastanak, razvoj i napredak industrijskog oblikovanja. Dva osnovna parametra dizajna su: društveno-ekonomski i kulturni parametar. Ova dva parametra djeluju dijalektički s dizajnom, dakle jedan drugog uvjetuju. No, koliko god je dizajn uvjetovan ovim parametrima, toliko i dizajn može utjecati na razvoj ovih parametara (npr. pronalazak plastike).
Po Društveno-ekonomskom parametru, zadatak dizajnera nije samo oblikovanje proizvoda funkcionalne perfekcije nego oblikovanje sustava i procesa, zadovoljenje ljudskih potreba tako da u kreativan proces stvaranja svog okruženja bude uključen sam korisnik.
Prema Kulturnim parametrima dizajna, Dizajn proizvoda bitno djeluje na formiranje kulturnih i društvenih vrijednosti i stavova korisnika koji je njime okružen.
Prema Društveno-ekonomskom parametru dizajneri nisu samo pojedinci ili grupe ljudi koji planski i namjenski iznose svoje ideje nego i svaki čovjek korisnik svog prostora u svom okruženju gdje boravi stalno ili privremeno.Svjesno ili nesvjesno ljudi sami dizajniraju svoj prostor pokušavajući da si tim učine svoj život lagodnijim i ljepšim. Potreba da čovjek dizajnira svoj prostor kreće od kreiranja svog života jer izgrađujući sebe i obogaćujući sebe on obogaćuje i prostor u kom živi. Što su ljudi bogati duhom i znanjem i imaju širi pogled na svijet to im je prostor u kome žive raznovrsniji s puno detalja lijepih uspomena.
"Kulturni parametri" ovise o potrebi društva i o događaju i njegovoj namjeni gdje je on ograničen u svojoj slobodi izažavanja i samim tim je nepotpun. Pod kulturnim parametrima se može smatrati i potreba pojedinca koji svojim društvenim potrebama i željom za isticanjem osobnog, koriste dizajn svog prostora i svojih ideja za javnim izražjem, gdje društvo može da ga prepozna kao dobrog i korisnog i da ga prihvati kao dio kulture i kulture življenja.

## Vanjske poveznice
- Design  Arhivirana inačica izvorne stranice od 9. rujna 2007. (Wayback Machine) Resource; Dictionary; Monographic articles. (en)
- Dizajn tekstila i odjeće Hrvatska tehnička enciklopedija, portal hrvatske tehničke baštine. LZMK